# ヴィト・ヴォルテラ

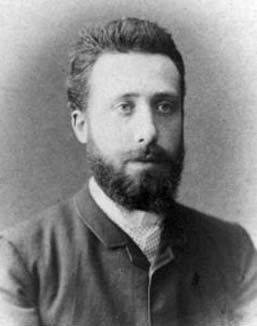
Vito Volterra

ヴィト・ヴォルテラ（イタリア語: Vito Volterra, 1860年5月3日 -  1940年10月11日) は、イタリアの数学者、物理学者である。数学の分野では解析学に多くの業績を残し積分方程式にヴォルテラ積分方程式の名が残っている他、結晶の転位の概念を導入し、生態学に数学の手法を用いて競争のある環境での生物の個体数を解析するロトカ＝ヴォルテラの方程式などに名前を残している。

## 生涯
教皇領アンコーナの貧しい家に生まれた。数学の才能を示し、ピサ大学にエンリコ・ベッチのもとで学び、1883年力学の教授になった。積分微分方程式を研究し、1930年に"Theory of functionals and of Integral and Integro-Differential Equations"（英題）を著した。
1892年トリノ大学の力学の教授、1900年にローマ大学の数理物理学の教授になった。ヴォルテラはイタリア統一運動（リソルジメント）の完成時期に育ち、ベッチとともに統一運動の協調者となった。教皇領がイタリア王国に併合されると、1905年には王国の議員に選ばれた。同じ1905年、結晶中の転位の理論を初めて発表した。第一次世界大戦が始まると、50代になっていたにもかかわらずイタリア陸軍に参加し、ジュリオ・ドゥーエのもとで気球の開発を行い、可燃性の水素ではなく不活性なヘリウムを使うアイデアを出し、気球の製作を指導した。
戦後は生物学に数学的手法を用いる研究を始めた。非線形方程式をもちいて人口問題を解析したピエール＝フランソワ・フェルフルストの仕事に次ぐもので、最も有名な成果は競争のある環境での生物の個体数を解析したロトカ＝ヴォルテラの方程式である。
1922年にムッソリーニに反対する党派に属し、1931年に大学教授の座を追われた。その後、主に海外で暮らし、死の直前にローマに戻った。